# Frederick Ponsonby, 1. Baron Sysonby

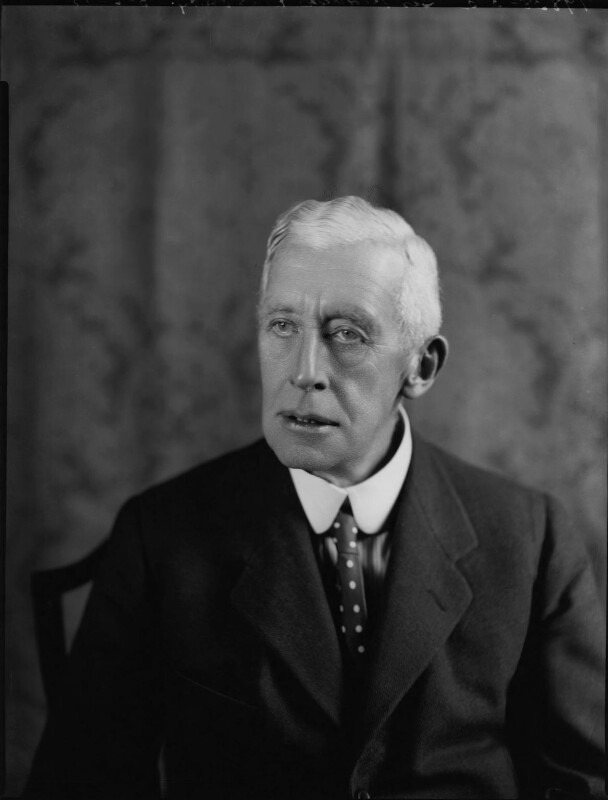
Lord Sysonby (1935)

Frederick Edward Grey Ponsonby, 1. Baron Sysonby GCB GCVO PC (* 16. September 1867; † 20. Oktober 1935 in London) war ein britischer Adliger, Offizier, Höfling und Autor.

## Biografie
Frederick „Fritz“ Ponsonby war der zweite Sohn von General Henry Ponsonby und dessen Frau Mary Elizabeth (geborene Bulteel).
1888 trat er als Second Lieutenant der Grenadier Guards in die British Army ein. 1892 wurde er zum Lieutenant und 1899 zum Captain befördert. Ab 1899 nahm er am Zweiten Burenkrieg teil, wo er verwundet wurde und daraufhin 1902 nach Großbritannien zurückkehrte. Später wurde er zum Major und Lieutenant-Colonel befördert, im Ersten Weltkrieg eingesetzt und mentioned in despatches. Er schrieb das Standardwerk The Grenadier Guards in the Great War of 1914–1918, das 1920 veröffentlicht wurde.
Ponsonby hatte verschiedene Positionen am königlichen Hof inne. So war er von 1894 bis 1901 Queen Victorias Stallmeister im Dienste (Equerry-in-Ordinary). Von 1897 bis 1901 war er Assistent des königlichen Buchhalters (Assistant Keeper of the Privy Purse) und Assistent des Privatsekretärs (Assistant Private Secretary) der Königin, beides auch für König Edward VII. (1901–1910) und König Georg V. (1910–1914). Von 1914 bis 1935 war er Leiter der königlichen Buchhaltung (Keeper of the Privy Purse), und von 1928 bis 1935 Vizegouverneur (Lieutenant Governor) von Windsor Castle.
1897 wurde er als Member des Royal Victorian Order ausgezeichnet. 1901 wurde er zum Commander des Royal Victorian Order erhoben und 1906 als Companion des Order of the Bath ausgezeichnet. 1910 wurde er als Knight Commander des Royal Victorian Order geadelt, 1918 zum Knight Commander des Order of the Bath, 1921 zum Knight Grand Cross des Royal Victorian Order und 1926 zum Knight Grand Cross des Order of the Bath erhoben. 1914 wurde er ins Privy Council aufgenommen. Am 24. Juni 1935 wurde er als Baron Sysonby, of Wonersh in the County of Surrey, zum erblichen Peer erhoben und wurde dadurch Mitglied des House of Lords.
Am 17. Mai 1899 heiratete Ponsonby Victoria Kennard, die später als Kochbuchautorin bekannt wurde. Sie hatten drei Kinder:
- Victor Alexander Henry Desmond Ponsonby (19. Juni 1900 – 24. November 1900);
- Hon. Loelia Mary Ponsonby (1902–1993);
- Hon. Edward Gaspard Ponsonby (1903–1956).

Lord Sysonby starb mit 68 Jahren am 20. Oktober 1935 in London, nur vier Monate nach seiner Ernennung zum Baron. Sein Sohn Edward folgte ihm als 2. Baron Sysonby nach.

## Bibliografie
- The Grenadier Guards in the Great War of 1914–1918, 1920[2]
- Letters of the Empress Frederick, 1928[12]
- Sidelights on Queen Victoria, 1930[13]
- Recollections of Three Reigns, Autobiografie, posthum 1951[14]